# Guerras judeo-romanas
Las guerras judeo-romanas fueron una sucesión de conflictos bélicos que enfrentaron a los judíos con el Imperio romano. En los estudios historiográficos también se emplean expresiones como guerras o revueltas de Judea y guerras o revueltas judías para referirse a estos conflictos.

## Antecedentes
La conquista romana de Judea fue el resultado de una guerra civil entre los príncipes asmoneos Hircano II y Aristóbulo II, hijos de Salomé Alejandra. Tras disputarse el trono, Hircano fue apoyado por el rey nabateo Aretas III, mientras que Aristóbulo se atrincheró en Jerusalén. Aprovechando el caos, el general romano Pompeyo decidió intervenir en la guerra civil en favor de Hircano II en el 63 a. C., y tras el Sitio de Jerusalén del mismo año Judea quedó como estado cliente de Roma, bajo la supervisión del gobernador de Siria.
Tras el asesinato de César y el debilitamiento de Roma en Oriente, el Imperio Parto invadió Judea en el 40 a. C., apoyando a Antígono II, hijo de Aristóbulo II, quien depuso a Hircano II. Herodes, el gobernador de Galilea, huyó a Roma, donde fue recibido por el Senado, que lo proclamó "rey de los judíos" bajo protección romana.
Con apoyo militar de Marco Antonio y del gobernador de Siria, Herodes regresó con un ejército romano y, tras una guerra de tres años, tomó Jerusalén en el 37 a. C., capturó y ejecutó a Antígono, último rey asmoneo. Así comenzó su reinado como rey cliente de Roma, que duró hasta su muerte en el 4 a. C. Finalmente, dos años después, la región de Judea fue incorporada oficialmente a Roma en forma de provincia.

## Gran Revuelta Judía (66-73d.C.)
Fue la primera gran rebelión de los judíos contra el dominio romano. Inició en respuesta a abusos fiscales, corrupción del sacerdocio y provocaciones religiosas. Tras tomar Jerusalén, los rebeldes fueron cercados por las legiones de Vespasiano y luego Tito, quien conquistó la ciudad en el año 70, destruyendo el Segundo Templo. La resistencia finalizó con la caída de Masada en el 73. La revuelta dejó Judea devastada y bajo control militar directo.

## Guerra de Kitos (115–117d.C.)
Revuelta judía que estalló fuera de Judea, durante el reinado de Trajano, en medio de sus campañas contra Partia. Los judíos de Egipto, Cirenaica, Chipre y Mesopotamia se alzaron en insurrecciones violentas contra las comunidades griegas y romanas. La represión fue brutal; decenas de miles murieron, y se prohibió la presencia judía en Chipre. Esta guerra debilitó gravemente las comunidades judías de la diáspora oriental.

## Rebelión de Bar Kojba (132–136d.C.)
Última gran revuelta judía en Judea, liderada por Simón bar Kojba, proclamado Mesías. Estalló contra el emperador Adriano, quien había prohibido la circuncisión y planeaba construir una ciudad pagana en Jerusalén. Los rebeldes establecieron un breve estado independiente, pero fueron finalmente aplastados por el general Julio Severo. Adriano arrasó Judea, renombró la provincia como Siria Palestina y prohibió la presencia judía en Jerusalén.

## Rebelión de Diocesarea (351–352d.C.)
Levantamiento judío en la Galilea contra el emperador Constancio II, posiblemente en reacción a tensiones fiscales y religiosas bajo el dominio cristiano. El general Ursicino reprimió la revuelta con extrema dureza, destruyendo Tiberíades, Séforis y Diocesarea. Fue una de las últimas rebeliones judías en territorio palestinense en la Antigüedad Tardía.

## Revueltas Samaritanas (484-572d.C.)
Revuelta samaritana de 556
Insurrección de los samaritanos con apoyo judío contra el Imperio Romano de Oriente, bajo el emperador Justiniano I. Motivada por la persecución religiosa y la presión para convertirse al cristianismo, fue sofocada con violencia. Muchas ciudades samaritanas fueron destruidas, y la comunidad quedó severamente reducida.
Revuelta samaritana de 572
Nuevo levantamiento de los samaritanos y judíos bajo el reinado de Justino II, posiblemente liderado por Julianus ben Sabar. Fue aplastada rápidamente por las autoridades romanas orientales. La población samaritana sufrió masacres y desplazamientos, y su influencia en la región desapareció casi por completo. Esta fue la última revuelta samaritana.

## Revuelta judía contra Heraclio (614–629)
Durante la guerra entre el Imperio Romano de Oriente y el Imperio Sasánida, los judíos de Palestina apoyaron al ejército sasánida que invadía los territorios romanos orientales. Con ayuda sasánida, tomaron Jerusalén en 614, matando o expulsando a muchos cristianos. En 629, cuando Heraclio reconquistó la región, ordenó represalias brutales contra los judíos, incluyendo masacres y deportaciones. Fue el último gran conflicto judío en Palestina antes del islam.